# Tierpark Gettorf
Koordinaten: 54° 24′ 11″ N, 9° 58′ 35″ O
Der Tierpark Gettorf ist ein Zoo im schleswig-holsteinischen Ort Gettorf in der Nähe von Kiel.

## Geschichte
Der Tierpark Gettorf ging aus der privaten Tiersammlung seines Gründers Karl-Heinz Bumann hervor und wurde im Jahre 1968 eröffnet. Seither ist der Zoobetrieb immer wieder durch neue Gebäude, Gehege und andere Einrichtungen erweitert worden. Bis zum heutigen Tage wird der Tierpark Gettorf rein privatwirtschaftlich als Familienunternehmen geführt.

## Betrieb
Mit einer Fläche von vier Hektar gehört der Tierpark Gettorf zu den kleineren Zoos. Zu den Einrichtungen zählen unter anderem zwei Tropenhallen und eine Freiflugvoliere. Die Gehege sind nach dem Herkunftskontinent der gehaltenen Tiere geordnet, ferner gibt es einen Streichelzoo und zwei Waldlehrpfade. Der Tierpark Gettorf ist am Europäischen Erhaltungszuchtprogramm (EEP) beteiligt.

## Tiere
Nach eigenen Angaben sind ca. 800 Tiere aus 120 verschiedenen Arten zu besichtigen.

### Primaten

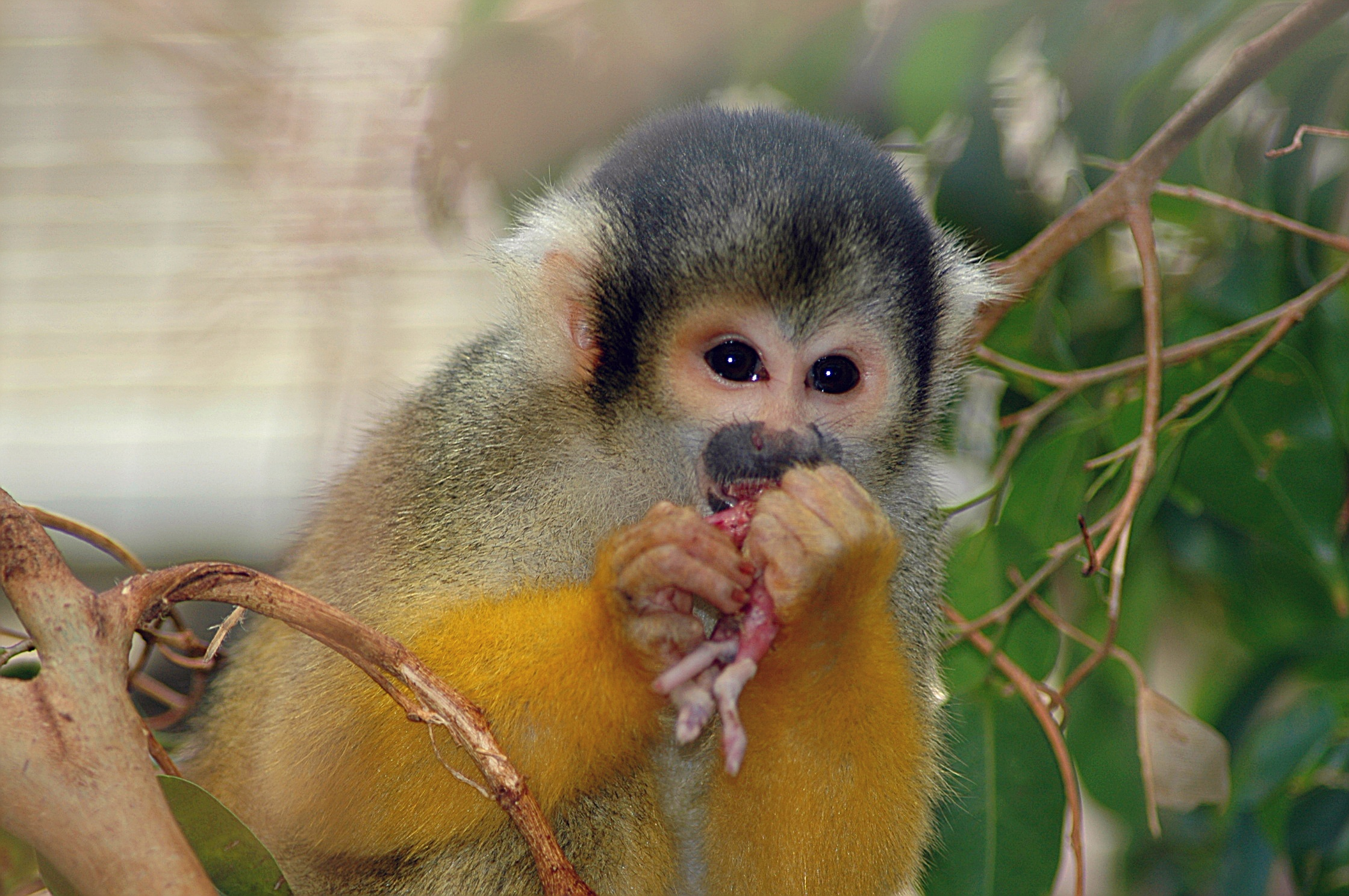
Totenkopfäffchen

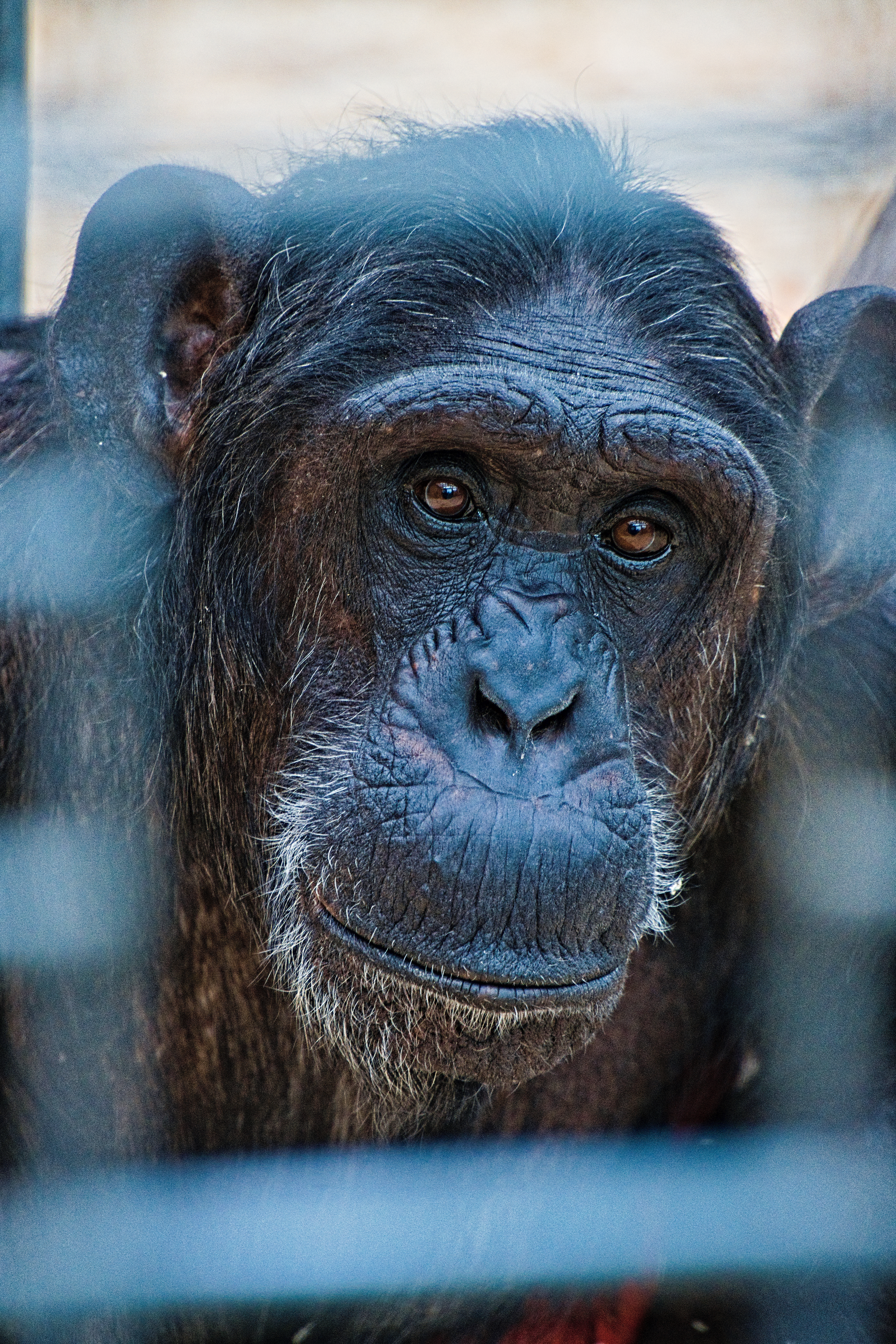
Schimpanse im Gehege

Ein Schwerpunkt liegt auf der Haltung von Affen, wobei beachtliche Zuchterfolge zu verzeichnen sind. Zu den in eigenen Gehegen gehaltenen Primatenarten zählen u. a. Schimpansen, Schopfmakaken, Weißhandgibbons, Kattas, Berberaffen und Tamarine.

### Tropenvögel

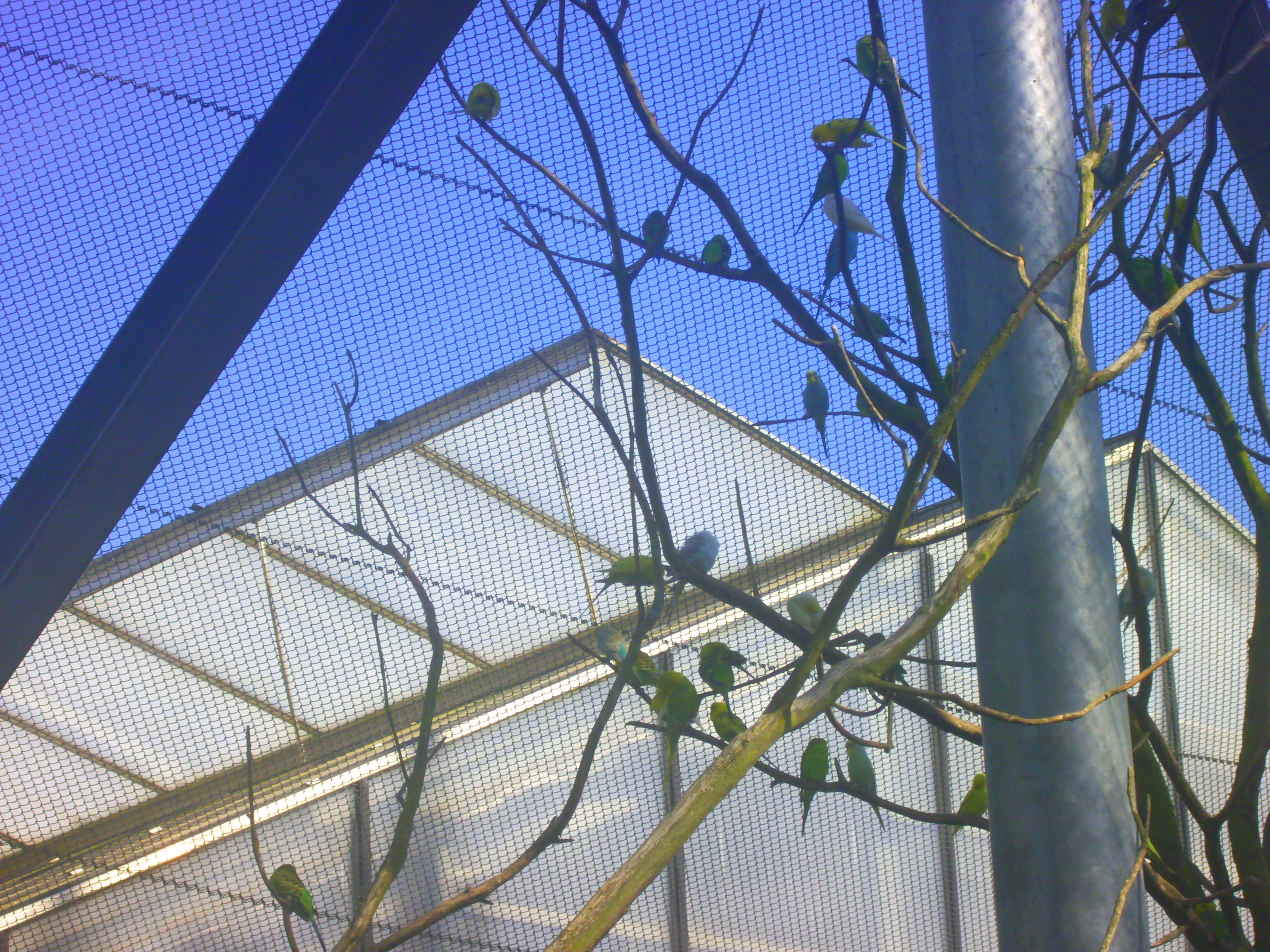
Wellensittichvoliere

Ein weiterer Schwerpunkt liegt auf der Haltung und Zucht von in den Tropen beheimateten Hornvögeln und Papageien, darunter Papuahornvögel, Jahrvögel, Amazonen, Graupapageien, Kakadus, Felsensittiche und andere Papageien. Weitere ausgestellte Vogelarten sind u. a. Straußwachteln, Balistare, Dreifarben-Glanzstare, Victoria-Krontauben, Zweifarben-Fruchttauben, Grünflügeltauben, Bergtauben, Opalracken, und Rothaubenturakos.

### Afrika-Anlage
In diesem Gehege sind folgende Arten zu finden: Böhm-Steppenzebras, Elenantilopen, Damaraziegen und Zwergzebus.

### Australien-Anlage
Hier sind Kängurus (Bennett- und Tammar-Wallabys) aus Australien zu finden.

### Südamerika-Anlage
In diesem Gehege sind Flachlandtapire und Nandus aus Südamerika beheimatet.

### Streichelzoo
Im Streichelzoo sind Zwergziegen und Kamerunschafe insbesondere für Kinder, aber auch für alle anderen Besucher frei zugänglich.

### Sonstige
Zu verschiedenen anderen gehaltenen Arten zählen u. a. Erdmännchen, Alpakas, Mähnenspringer, Präriehunde, Damhirsche, Sechsbinden-Gürteltiere, Flamingos, Pfauen sowie verschiedene Schildkröten, Kraniche, Truthähne und andere Vögel.

## Europäisches Erhaltungszuchtprogramm
Der Tierpark Gettorf ist u. a. mit folgenden Arten am Europäischen Erhaltungszuchtprogramm (EEP) beteiligt:

Primaten
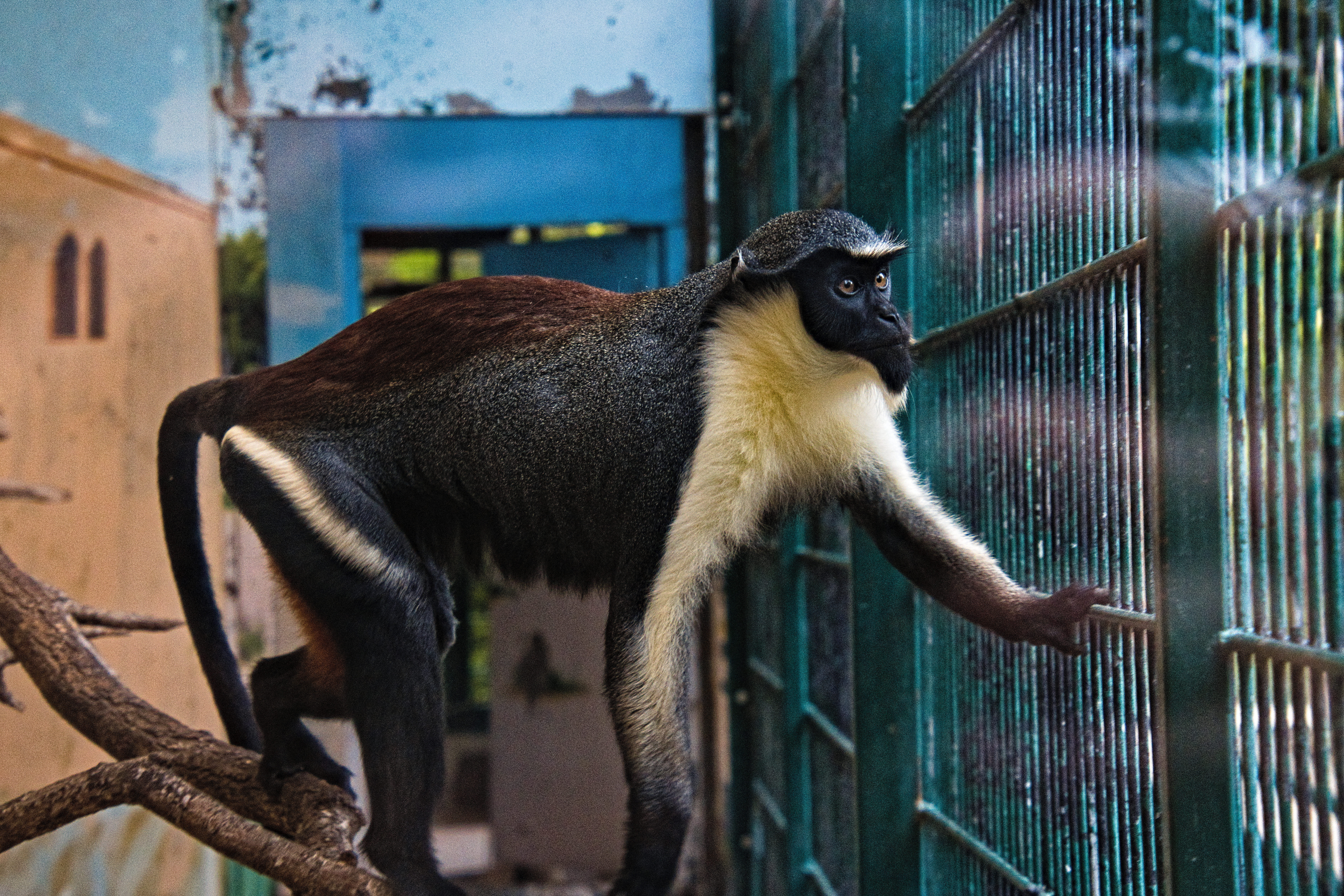
Dianameerkatze (Cercopithecus diana)
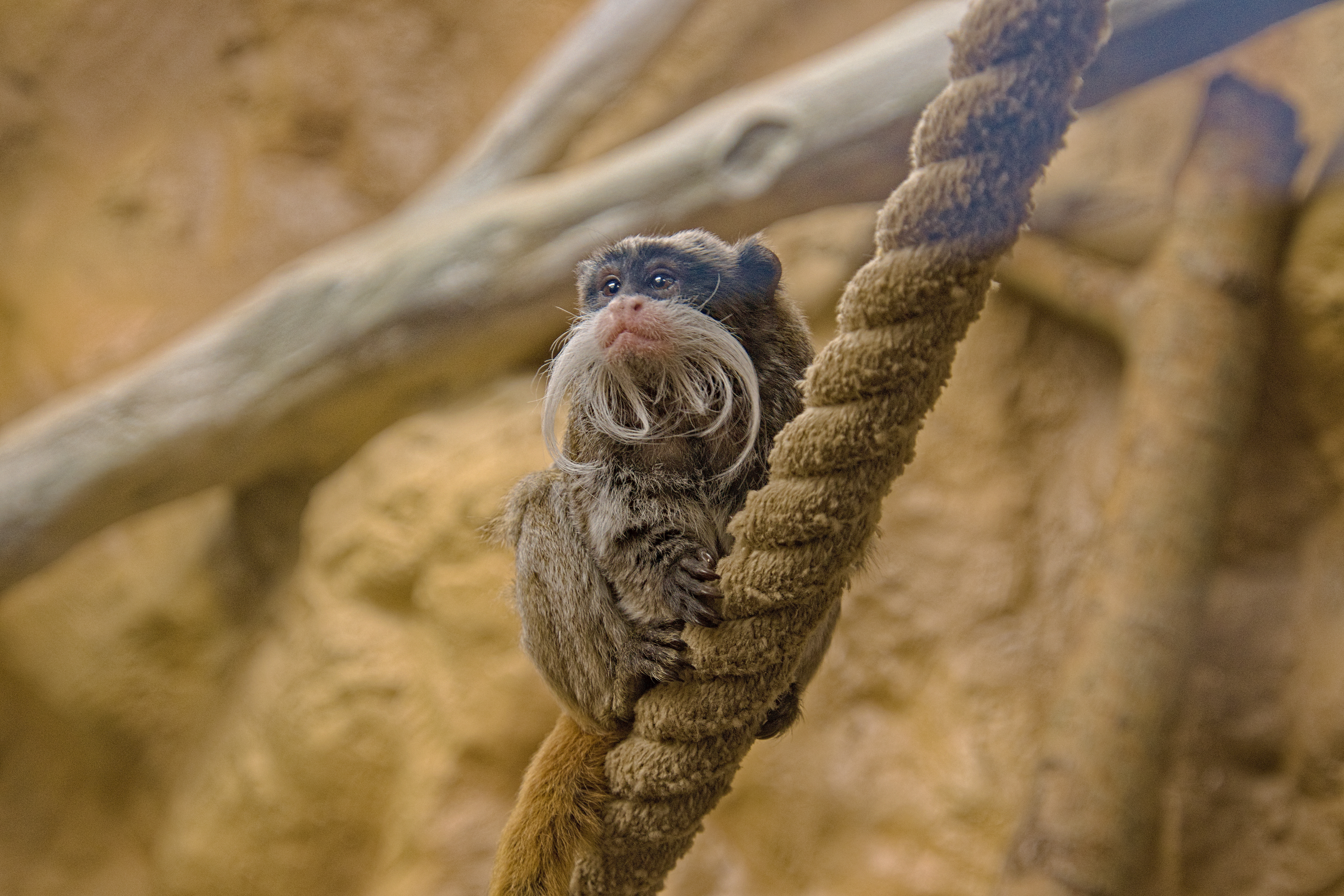
Kaiserschnurrbarttamarin (Saguinus imperator)
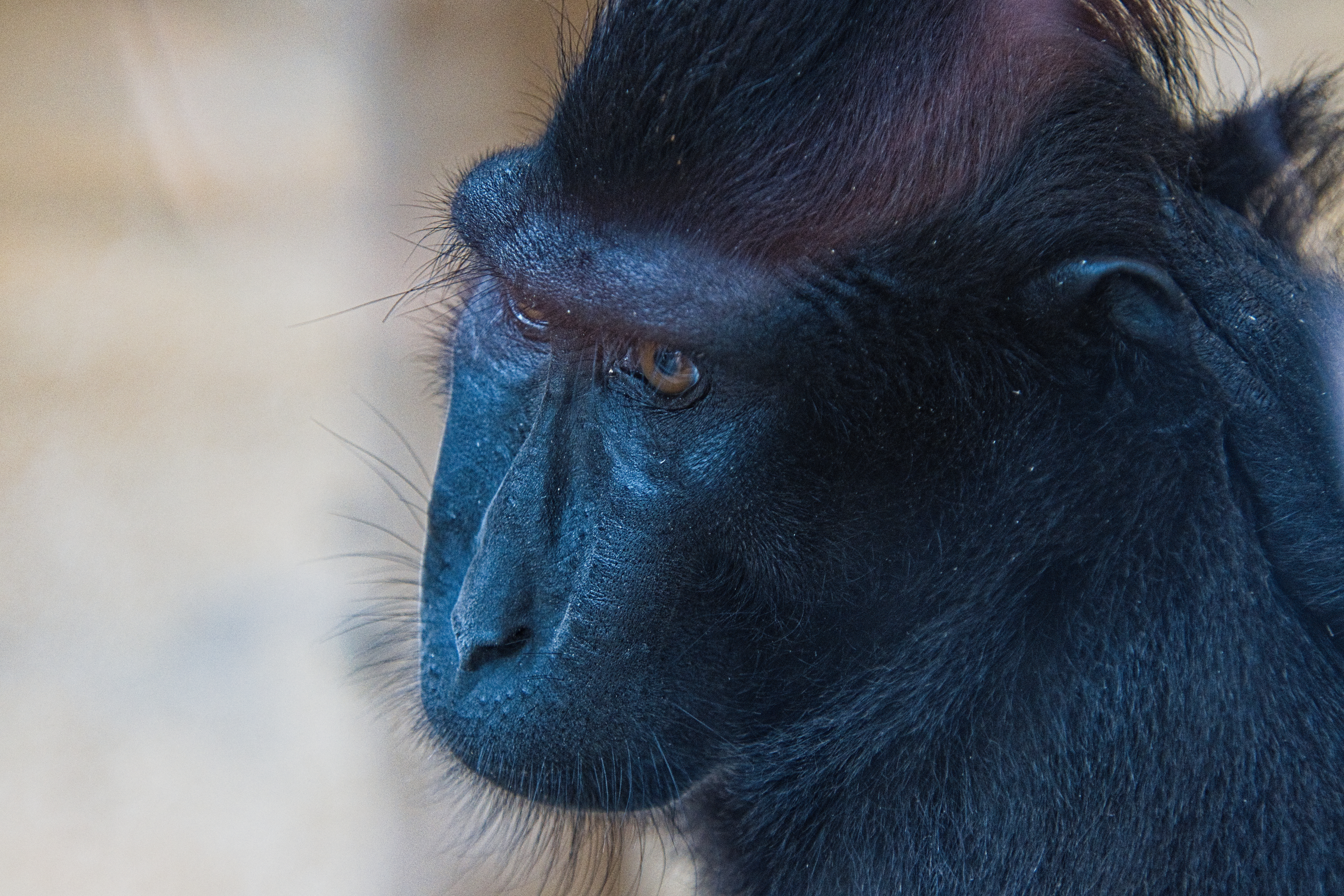
Schopfmakak (Macaca nigra)
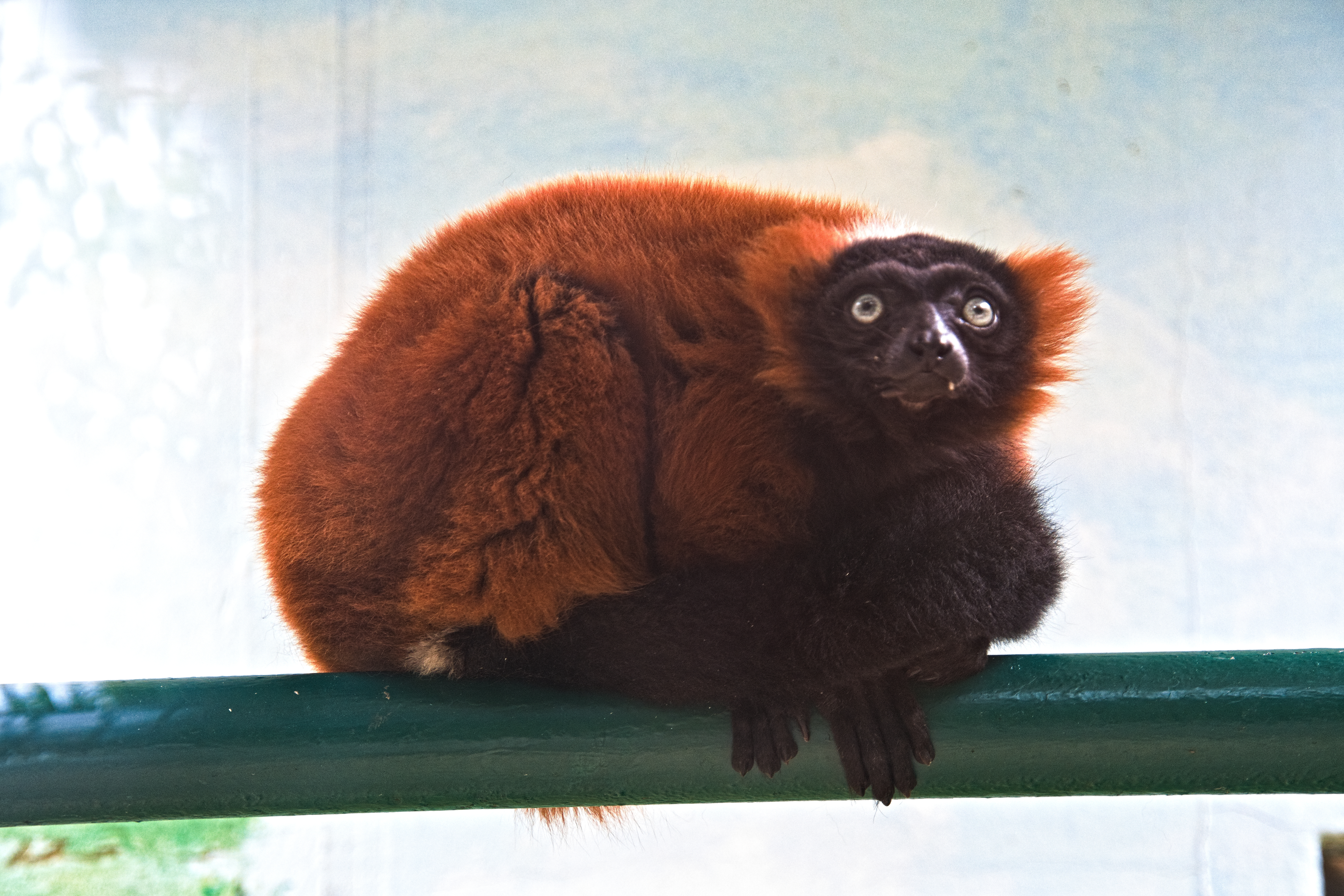
Roter Vari (Varecia rubra)
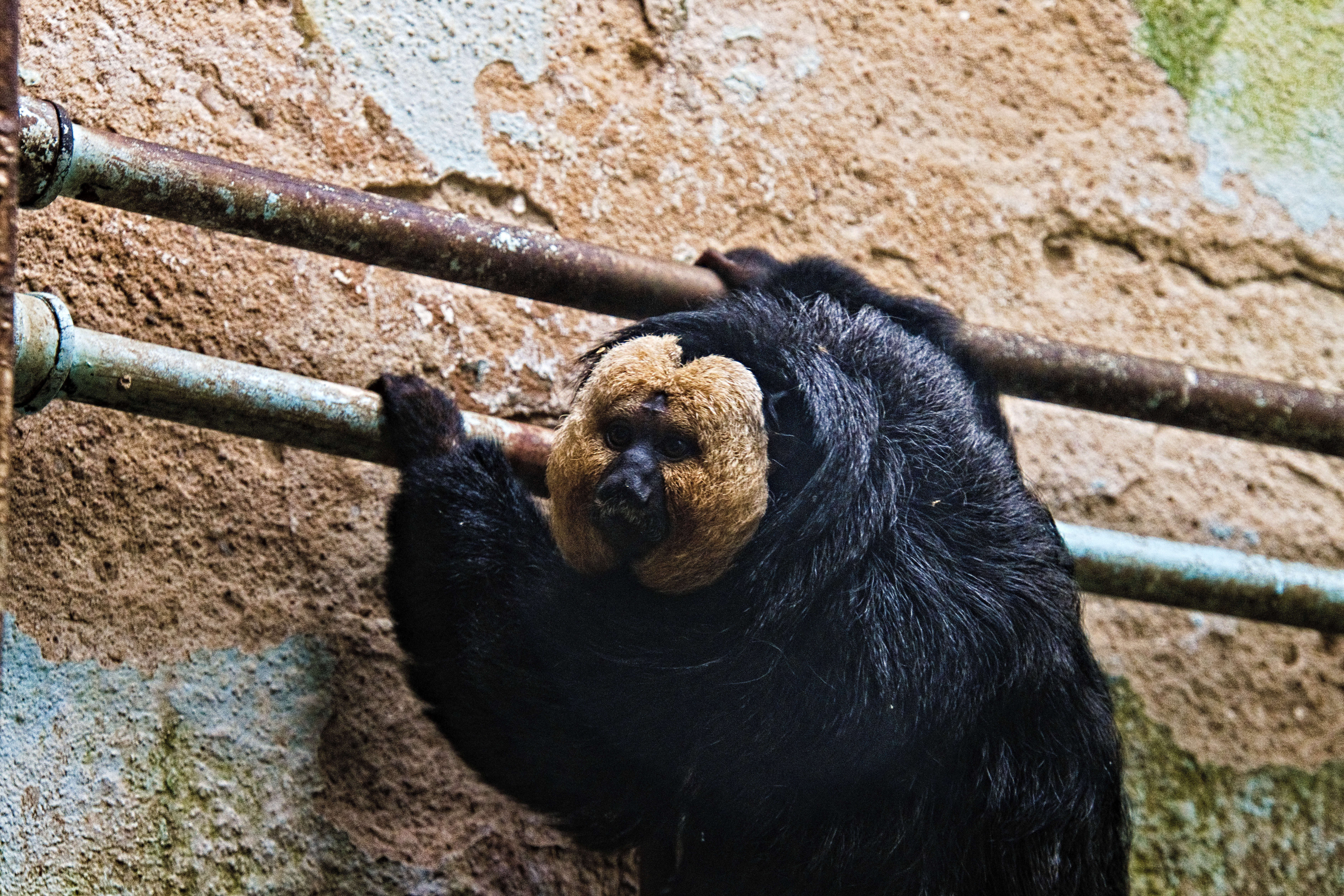
Blasskopfsaki (Pithecia pithecia)

Vögel
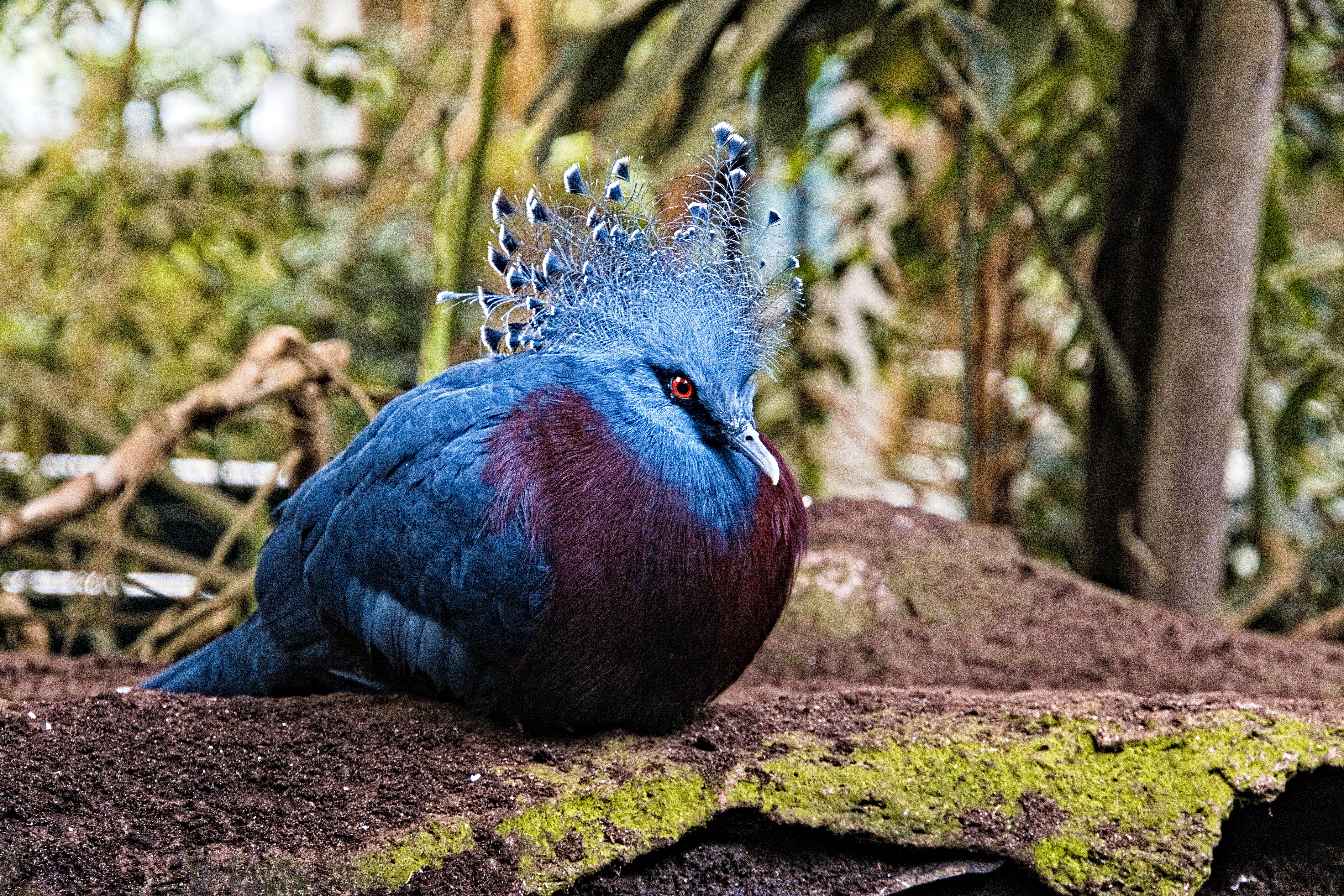
Viktoria-Krontaube (Goura victoria)
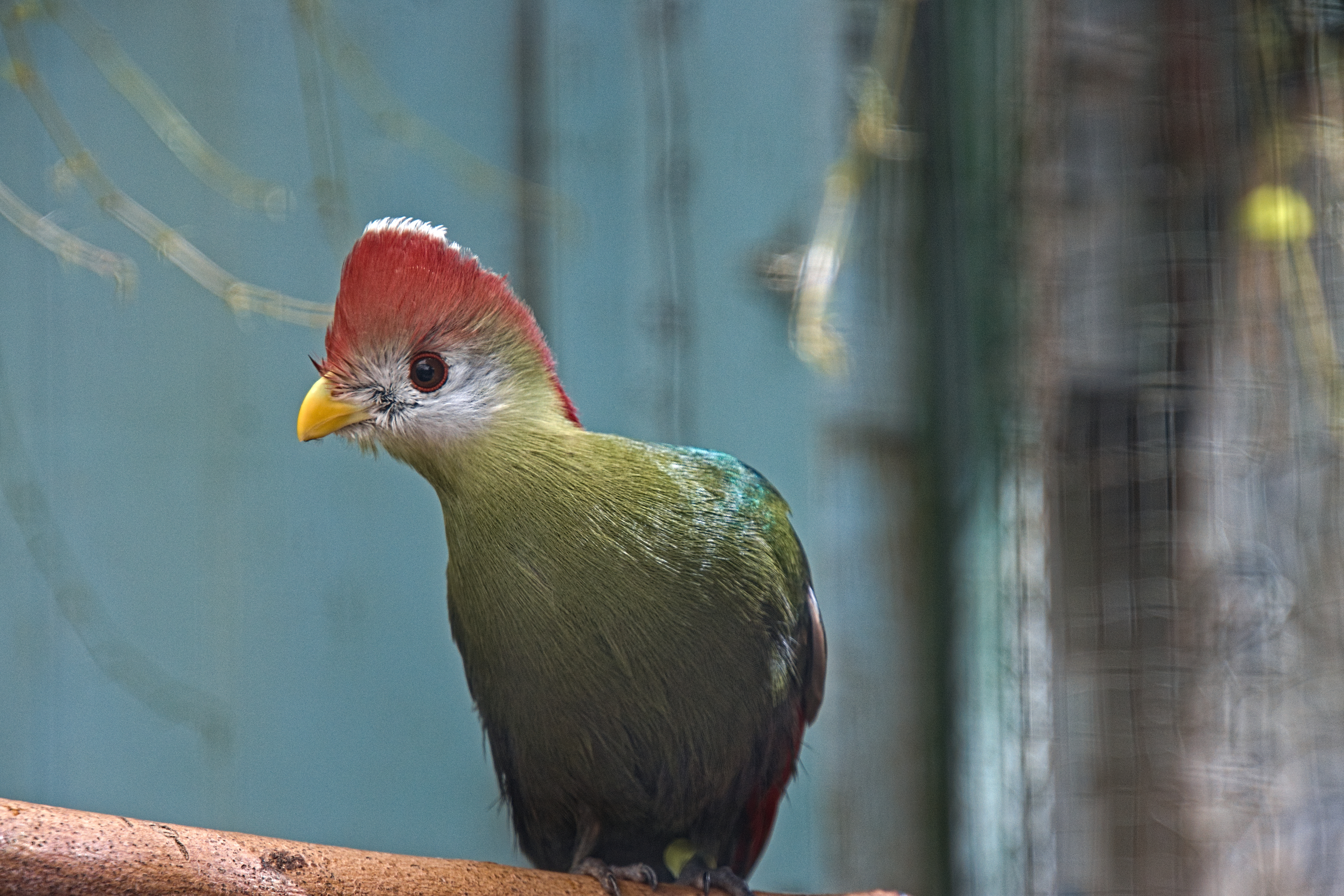
Rothaubenturako (Tauraco erythrolophus)